# Daihatsu Altis
Der Altis (japanisch: アルティス) ist ein Pkw der japanischen Marke Daihatsu.
Das Fahrzeug entstand als Schwestermodell des Toyota Camry und wurde zwischen 2000 und 2023 nur auf dem japanischen Heimatmarkt angeboten. Der Altis der ersten und zweiten Generation ist eine Rarität und wurde nur auf Bestellung gebaut. Pro Monat wurden lediglich zehn Einheiten gefertigt, womit der Altis ein extremes Beispiel für Badge-Engineering ist.
Montiert wurde der Daihatsu Altis im Toyota-Werk Tsutsumi, das sich in der Toyota-Stadt befindet.

## Altis (SXV20, 2000–2001)
Die erste Generation (intern: SXV20) des Altis kam im März 2000 auf den Markt. Die Karosserie war weitgehend baugleich mit dem des Toyota Camry.
Das Interieur hingegen wurde zielgerichtet umgestaltet, um Bankern, Firmenkunden, Staatspersönlichkeiten und anderen hohe Persönlichkeiten anzusprechen. Der Altis rangiert eine Etage höher als sein Toyota-Schwestermodell. In Betracht dessen entschied sich Daihatsu, den Altis lediglich nach Bestellung zu bauen und nicht als Großserienmodell auf den Markt zu werfen. Eine ursprüngliche Idee, den Altis weltweit anzubieten, wurde von der Toyota Motor Corporation bereits im vornherein verworfen.
Bei der allerersten Altis-Generation kam ein 2,5-Liter-Ottomotor mit einer Leistung von 96 kW (131 PS) aus der Serie SXV20 (5S-FE) zum Einsatz. Dieser wurde lediglich im Altis eingebaut. Für andere Modelle war dieser Motor nicht bestellbar.
Nach eineinhalb Jahren Bauzeit der ersten Generation wurde der Altis bereits im September 2001 und damit zeitgleich mit dem Camry durch eine neue Generation ersetzt. Es wurden bis dahin 180 Einheiten des Altis SXV20 gebaut.

## Altis (SXV30, 2001–2006)
Die zweite Generation (intern: SXV30) des Altis kam im September 2001 auf den Markt. Auch hier behielt man die Idee bei den Altis über dem Toyota Camry rangieren zu lassen. Mit einem neu gestalteten Interior ließen sich jetzt alle möglichen Extras einbauen und versprach den Kunden einen noch höheren Komfort.
Als Motorisierung kamen 2AZ-FE-Motoren zum Einsatz. So standen nun sechs verschiedene Motorenvarianten zur Auswahl. Die Standardversion hatte lediglich den 117 kW (159 PS) starken Motor. Die nächsten drei höheren Versionen konnten mit zwei unterschiedlichen 118 kW (160 PS) starken oder einem 120 kW (163 PS) starken VVT-i-Motor bestellt werden. Die Spitzenversion gab es  hingegen wahlweise mit einem 123 kW (167 PS) oder einem 125 kW (170 PS) starken Motor.
Im Juli 2004 wurde der Altis kleinen Änderungen im Interior und Exterior unterzogen. Die Baureihe bis dahin hat man dann schließlich unter dem Code 5-GEN eingestuft. Die danach gefertigten Einheiten hingegen laufen unter dem Code 7-GEN.
Vom Altis SXV30 wurden bis zum Modellwechsel im Januar 2006 insgesamt 410 Einheiten gebaut.

## Altis (SXV40, 2006–2010)
Die dritte Generation (intern: SXV40) des Altis kam im Januar 2006 auf den Markt und wurde bis 2010 gebaut. Grundlegende Änderungen gab es nur im Design sowie in der leichten Abänderung der Maße.
Zusammen mit einigen Modellen aus dem Toyota-Konzern wurde der Daihatsu Altis einer Abänderung seiner Proportionen unterzogen. Dies sorgte dafür, dass der Altis nun länger, breiter und auch schwerer als das Schwestermodell war. In diesem Zug mussten auch das Interieur an diese neue Gegebenheit angepasst werden und kam nochmals in den Genuss einer leichten Stiländerung. Hier entstand dadurch sogar eine Auswahl des Dekors. So konnte sich der Käufer zwischen Grau-Beige, Silber, rot, braun, Holzdekor (nur in der Spitzenversion) und gar Silberauslage das für ihn passendste aussuchen.
Bei der Motorisierung blieb die Auswahl aus der 2AZ-FE-Serie weitestgehend erhalten. Lediglich beim Topmodell wurde die Version mit 125 kW gestrichen, sodass diese nur noch mit einer Leistung von 123 kW ausgeliefert wurde.

## Altis (SXV50, 2012–2017)
Nach einer Pause von über zwei Jahren gibt es seit 10. Mai 2012 einen neuen Altis, der wiederum auf dem Toyota Camry AVV50 basiert. Ebenso wie das zeitgenössische japanische Camry-Modell wird der Altis nur mit einem Hybridmotor angeboten. Dieser setzt sich aus der Kombination eines 2,5 Liter großen Vierzylinder und einem AC-Synchron Elektromotor zusammen. Die Gesamtleistung wird mit 149 kW (203 PS) angegeben.

## Altis (SXV70, 2017–2023)
Im Juli 2017 wurde der Altis SXV70 auf Basis des Camry XV70 vorgestellt. Angeboten wurde nur die 160 kW (218 PS) starke Hybridversion. Mit der Einstellung des Camry auf dem japanischen Heimatmarkt, entfiel auch der Altis im Dezember 2023.